# Nat Simon
Nat Simon (Newburgh, 6 agosto 1900 – Newburgh, 5 settembre 1979) è stato un compositore, pianista, paroliere e bandleader statunitense.

## Biografia
Fra gli anni '30 e gli anni '50 le sue musiche sono state inserite in più di 20 film. Ha preso parte anche alla serie di concerti e spettacoli vaudeville Songwriters on Parade fra il 1931 e il 1940, lungo la costa est degli Stati Uniti, nei circuiti teatrali di Marcus Loew e Benjamin Franklin Keith.

## Lista parziale film e composizioni[1]
- Pura al cento per cento (1934, autore di: "Everybody Loves a Sailor" - non accreditato)
- It All Came True (1940, autore di: "The Gaucho Serenade" - non accreditato)
- Forty Little Mothers (1940, autore di: "Little Curly Hair in a High Chair" - non accreditato)
- Hey, Rookie (1944, autore di: "So What Serenade")
- Vittoria alata (1944, autore di: "Wait for Me Mary" - non accreditato)
- Le due suore (1949, autore di: "My Bolero" - non accreditato)
- Eva contro Eva (1950, autore di: "Poinciana", scritta nel 1936 - non accreditato)
- Lucy ed io (1951 e 1953, serie TV; autore di "Cuban Cabby")